# Phayao-See
Der Phayao-See (Thai: กว๊านพะเยา, Khwan Phayao) ist ein künstlich angelegter See in Nord-Thailand, an dessen östlichem Ufer die Stadt Phayao liegt.

## Lage
Die Fläche des Phayao-Sees beträgt 2,3 km² bei einer Höhe über dem Meeresspiegel von 380 Metern. Die mittlere Wassertiefe liegt bei 1,7 Metern. Zuflüsse zum See sind von Norden her der Ing und in geringerem Maße vom Süden her der Tam. Im Osten fließt er wieder in den Ing ab, der sich dann nach Norden wendet und an der Nordgrenze Thailands in den Mekong mündet.

## Flora und Fauna
Im Süden und Westen liegen Reisfelder und das Land an der Mündung des Ing ist sumpfig. Die wichtigsten Wasserpflanzen des Phayao-Sees sind Najas graminea sowie Ceratophyllum demersum (Raues Hornblatt). 22 Fischarten werden berichtet, meist der hier ausgesetzte Tilapia nilolica (Nilbuntbarsch) und der Anabas testudineus (Kletterbarsch). Auch wurden während einer Feldstudie 1982 47 Vogelarten beobachtet.

## Geschichte
Der See wurde 1939 angelegt, um die Bewässerung für die regionale Landwirtschaft zu verbessern. Am 1. August 2000 wurde er zu den 61 wichtigsten Feuchtgebieten des Landes gezählt. Gegenwärtig wird geplant, den aus dem 15. Jahrhundert stammenden Tempel Wat Tilok Aram wiederherzustellen, der bei der Anlage des Phayao-Sees vom Wasser überflutet worden ist.